# Championnats de Grèce de tennis de table
Le Championnat panhellénique de tennis de table ou Championnat grec de tennis de table est le championnat national individuel de tennis de table de Grèce , organisé par la Fédération hellénique de tennis de table .
Il a lieu chaque année et met en vedette les champions grecs dans cinq épreuves, qui comprennent le simple messieurs, le simple dames, le double messieurs, le double dames et le double mixte. Il a été organisé pour la première fois en 1926-27 à un niveau non officiel  et depuis 1930 officiellement par la SEGAS  , depuis 1949 il est organisé par la Fédération hellénique de tennis amateur  et depuis 1957 par la Fédération hellénique de tennis de table amateur  .

## Histoire
La compétition a lieu chaque année depuis 1927.

## Palmarès
| Année         | Simples messieurs                                         | Simples dames          | Doubles messieurs                                           | Doubles dames                                | Doubles mixte                                    |
| ------------- | --------------------------------------------------------- | ---------------------- | ----------------------------------------------------------- | -------------------------------------------- | ------------------------------------------------ |
| 1927          | Athanasios Manuelides ou Emmanouilidis                    |                        |                                                             |                                              |                                                  |
| 1928          | N. Nikolaidis                                             |                        |                                                             |                                              |                                                  |
| 1929          | Nikos Mantzaroglou                                        |                        |                                                             |                                              |                                                  |
| 1930          | Nikos Venetsanopoulos                                     |                        | N. Nikolaidis - Phryganas                                   |                                              |                                                  |
| 1931          | Nikos Venetsanopoulos                                     |                        |                                                             |                                              |                                                  |
| 1932          | Pavlos Ioannides                                          |                        |                                                             |                                              |                                                  |
| 1933          | Pavlos Ioannides                                          |                        |                                                             |                                              |                                                  |
| 1934 - 1939   | non attribué                                              |                        |                                                             |                                              |                                                  |
| 1940          | Nikos Mantzaroglou                                        |                        | Nikos Mantzaroglou - Pavlos Ioannidis                       |                                              |                                                  |
| 1941-1944     | n'ont pas eu lieu en raison de la Seconde Guerre mondiale |                        | cela n'est pas arrivé à cause de la Seconde Guerre mondiale |                                              |                                                  |
| 1945          | Grégory Leventis                                          | Léna Voultsou          | Grégory Leventis - S. Hasid                                 | Léna Voultsou - Maria Akrivou                | Ioannis Melas - Lena Voultsou                    |
| 1946          | Grégory Leventis                                          | Léna Voultsou          | Grégory Leventis - ?                                        | ?                                            | Grigorios Leventis - Alexandra Papachristopoulou |
| 1947          | ?                                                         | ?                      | ?                                                           | ?                                            | ?                                                |
| 1948          | Nikos Mantzaroglou                                        | Léna Voultsou          | Grigorios Leventis - Nikos Mantzaroglou                     | ?                                            | ?                                                |
| 1949          | Grégory Leventis                                          | Léna Voultsou          | Antziopoulos - S. Economopoulos                             | ?                                            | Grégory Leventis - Léna Voultsou                 |
| 1950          | Grégory Leventis                                          | Léna Voultsou          | ?                                                           | ?                                            | ?                                                |
| 1951          | Chariton Charopoulos                                      | Vicky Georganta        | ?                                                           | ?                                            | ?                                                |
| 1952          | Grégory Leventis                                          | Vicky Georganta        | Ioannis Kalogiannis - Dimitrios Patras                      | ?                                            | Grégory Leventis - Aliki Nomikou                 |
| 1953          | Grégory Leventis                                          | Léna Voultsou-Ralli    | Ioannis Kalogiannis - Nikolaos Moiroulis                    | ?                                            | Grégory Leventis - Léna Voultsou-Ralli           |
| 1954          | Ioannis Kalogiannis                                       | Géorgie Tsouhara       | Ioannis Kalogiannis - Nikolaos Moiroulis                    | ?                                            | Grégory Leventis - Léna Voultsou-Ralli           |
| 1955          | Grégory Leventis                                          | Eleni Vlachaki         | Spilios Giannakopoulos - Iakovos Fikioris                   | ?                                            | Elias Dalibas - Eleni Vlachaki                   |
| 1956          | Chariton Charopoulos                                      | Lucia Scrivano         | Spilios Giannakopoulos - Spyros Nikitos                     | ?                                            | Petros Konidiaris - Loukia Scrivanou             |
| 1957          | Dimitrios Photiadis                                       | Lucia Scrivano         | Chariton Charopoulos - Dimitrios Spanos                     | Lucia Scrivano - ?                           | Chariton Charopoulos - Loukia Scrivanou          |
| 1958          | Dimitrios Photiadis                                       | Léna Voultsou-Ralli    | ?                                                           | ?                                            | Economopoulos - Loukia Scrivanou                 |
| 1959          | Spilios Giannakopoulos                                    | Lucia Scrivano         | Spilios Giannakopoulos - Spyros Nikitos                     | Lucie Scrivano - Emilia Scrivano             | Chariton Charopoulos - Maria Tsirtsikou          |
| 1960          | Dimitrios Photiadis                                       | Lucia Scrivano         | ?                                                           | ?                                            | ?                                                |
| 1961          | Spilios Giannakopoulos                                    | Lucia Scrivano         | Spilios Giannakopoulos - Ioannis Kalogiannis                | Loukia Scrivanou - Moschoula Efraimidou      | Spilios Giannakopoulos - Loukia Scrivanou        |
| 1962          | Christos Christodoulatos                                  | Lucia Scrivano         | Christos Christodoulatos - Ioannis Mandilas                 | Lucie Scrivano - Emilia Scrivano             | Spilios Giannakopoulos - Loukia Scrivanou        |
| 1963          | Christos Christodoulatos                                  | Lucia Scrivano         | Christos Christodoulatos - Stavros Plakantonakis            | Lucie Scrivano - Emilia Scrivano             | Christos Christodoulatos - Panagiota Kotsia      |
| 1964          | Spilios Giannakopoulos                                    | Lucia Scrivano         | Christos Christodoulatos - Ioannis Mandilas                 | Panagiota Kotsia - Sofia Liakou              | Ioannis Mandilas - Loukia Scrivanou              |
| 1965          | Christos Christodoulatos                                  | Lucia Scrivano         | Christos Christodoulatos - Ioannis Mandilas                 | Loukia Scrivanou - Maria Louka               | Ioannis Mandilas - Loukia Scrivanou              |
| 1966          | Christos Christodoulatos                                  | Lucia Scrivano         | Christos Christodoulatos - Ioannis Klimentzos               | Panagiota Kotsia - Eleni Marinou             | Panagiotis Zoidis - Loukia Skrivanou             |
| 1967          | Christos Christodoulatos                                  | Maria Louka            | Emmanuel Diakakis - Ioannis Klimentzos                      | Maria Louka - Stamatina Louka                | Emmanuel Diakakis - Panagiota Kotsia             |
| 1968          | Christos Christodoulatos                                  | Lucia Scrivano         | Spilios Giannakopoulos - Panagiotis Zoidis                  | Panagiota Kotsia - Eleni Marinou             | Emmanuel Diakakis - Panagiota Kotsia             |
| 1969          | Emmanuel Diakakis                                         | Maria Louka            | Emmanuel Diakakis - Elias Angelikas                         | Maria Louka - Stamatina Louka                | Emmanuel Diakakis - Panagiota Kotsia             |
| 1970          | Christos Christodoulatos                                  | Lucia Scrivano         | Christos Christodoulatos - Emmanuel Diakakis                | Maria Louka - Stamatina Louka                | Christos Christodoulatos - Loukia Scrivanou      |
| 1971          | Christos Christodoulatos                                  | Maria Louka            | Christos Christodoulatos - Emmanuel Diakakis                | Maria Louka - Stamatina Louka                | Christos Christodoulatos - Loukia Scrivanou      |
| 1972          | Christos Christodoulatos                                  | Maria Louka            | Christos Christodoulatos - Emmanuel Diakakis                | Maria Louka - Stamatina Louka                | Emmanuel Diakakis - Panagiota Kotsia             |
| 1973          | Constantin Priftis                                        | Maria Louka            | Christos Christodoulatos - Emmanuel Diakakis                | Maria Louka - Stamatina Louka                | Konstantinos Priftis - Stamatina Louka           |
| 1974          | Constantin Priftis                                        | Maria Louka            | Nikolaos Kostopoulos - Konstantinos Priftis                 | Maria Louka - Stamatina Louka                | Nikolaos Kostopoulos - Maria Louka               |
| 1975          | Constantin Priftis                                        | Fotini Galanou         | Nikolaos Kostopoulos - Konstantinos Priftis                 | Maria Louka - Stamatina Louka                | Nikolaos Kostopoulos - Maria Louka               |
| 1976          | Emmanuel Diakakis                                         | Maria Louka            | Nikolaos Kostopoulos - Angelos Makris                       | Loukia Scrivanou - Fotini Galanou            | Nikolaos Kostopoulos - Maria Louka               |
| 1977          | Christos Christodoulatos                                  | Doxa Ioannidou         | Efstratios Voulgaris - Ioannis Mandilas                     | Loukia Scrivanou - Doxa Ioannidou            | Efstratios Voulgaris - Fotini Galanou            |
| 1978          | Alexandros Desis                                          | Eleni Marinou          | Christos Christodoulatos - Angelos Makris                   | Eleni Marinou - Doxa Ioannidou               | Angelos Makris - Doxa Ioannidou                  |
| 1979          | Nikolaos Kostopoulos                                      | Doxa Ioannidou         | Christos Christodoulatos - Emmanuel Diakakis                | Eleni Marinou - Doxa Ioannidou               | Nikolaos Kostopoulos - Maria Louka               |
| 1980          | Dimitrios Zikos                                           | Fotini Galanou         | Fotis Plakotaris - Dimitrios Zikos                          | Loukia Scrivanou - Aliki Marmara             | Dimitrios Zikos - Fotini Galanou                 |
| 1981          | Dimitrios Zikos                                           | Lucia Scrivano         | Georgios Karytsas - Emmanuel Diakakis                       | Loukia Scrivanou - Ioanna Moraitou           | Dimitrios Zikos - Ekaterini Spanou               |
| 1982          | Constantin Priftis                                        | Ekaterini Spanou       | Konstantinos Priftis - Emmanuel Diakakis                    | Loukia Scrivanou - Eléni Marinou             | Konstantinos Priftis - Ekaterini Spanou          |
| 1983          | Constantin Priftis                                        | Lucia Scrivano         | Konstantinos Priftis - Dimitrios Zikos                      | Dana Papadimitriou - Ekaterini Spanou        | Konstantinos Priftis - Ekaterini Spanou          |
| 1984          | Constantin Priftis                                        | Ekaterini Spanou       | Konstantinos Priftis - Dimitrios Zikos                      | Maria Louka - Stamatina Louka                | Dimitrios Zikos - Loukia Scrivanou               |
| 1985          | Constantin Priftis                                        | Fotini Galanou         | Konstantinos Priftis - Dimitrios Zikos                      | Maria Louka - Stamatina Louka                | Dimitrios Zikos - Dana Papadimitriou             |
| 1986          | Constantin Priftis                                        | Fotini Galanou         | Konstantinos Priftis - Dimitrios Zikos                      | Andriani Doumeni - Fotini Galanou            | Konstantinos Priftis - Ekaterini Spanou          |
| 1987          | Dimitrios Zikos                                           | Maria Louka            | Konstantinos Priftis - Dimitrios Zikos                      | Andriani Doumeni - Fotini Galanou            | Christos Lamis - Andriani Doumeni                |
| 1988          | Constantin Priftis                                        | Maria Louka            | Konstantinos Priftis - Dimitrios Zikos                      | Despina Dandoula - Ekaterini Spanou          | Christos Lamis - Andriani Doumeni                |
| 1989          | Christos Lamis                                            | Andriani Doumeni       | Christos Lamis - Dimitrios Zikos                            | Despina Dandoula - Ekaterini Spanou          | George Hatzis - Despina Dandoula                 |
| 1990          | Christos Lamis                                            | Despina Dandoula       | Christos Lamis - Dimitrios Zikos                            | Christina Lazaridou - Chrysoula Toursounidou | George Hatzis - Despina Dandoula                 |
| 1991          | Ioannis Vlotinos                                          | Chrysoula Toursounidou | George Hatzis - Dimitris Papadimitriou                      | Maria Moirou - Diana Zerdila                 | Theofanis Avrantinis - Andriani Doumeni          |
| 1992          | non attribué                                              | non attribué           | non attribué                                                | non attribué                                 | non attribué                                     |
| 1993          | Ioannis Vlotinos                                          | Despina Dandoula       | Ioannis Kordoutis - Athanasios Katachanas                   | Maria Moirou - Diana Zerdila                 | Ioannis Vlotinos - Despina Dandoula              |
| 1994          | Ioannis Vlotinos                                          | Maria Moirou           | Ioannis Kordoutis - Ioannis Vlotinos                        | Maria Mytakidou - Chrysoula Toursounidou     | Ioannis Vlotinos - Despina Dandoula              |
| 1995          | Daniel Chioka                                             | Christina Fili         | Ioannis Kordoutis - Ioannis Vlotinos                        | Maria Moirou - Diana Zerdila                 | Ioannis Vlotinos - Despina Dandoula              |
| 1996          | Ioannis Vlotinos                                          | Despina Dandoula       | Ioannis Kordoutis - Ioannis Vlotinos                        | Maria Moirou - Diana Zerdila                 | Ioannis Vlotinos - Despina Dandoula              |
| 1997          | Ioannis Kordoutis                                         | Archontia Volakaki     | Ioannis Kordoutis - Ioannis Vlotinos                        | Archontia Volakaki - Katerina Antiopoulou    | Panagiotis Gionis - Maria Moirou                 |
| 1998          | Ioannis Vlotinos                                          | Archontia Volakaki     | Ioannis Kordoutis - Ioannis Vlotinos                        | Archontia Volakaki - Katerina Antiopoulou    | Panagiotis Gionis - Maria Moirou                 |
| 1999          | Ioannis Vlotinos                                          | Christina Friend       | Ioannis Kordoutis - Ioannis Vlotinos                        | Chrysoula Toursounidou - Ekaterini Doulaki   | Claudio Kyrou - Ekaterini Doulaki                |
| 2000          | Ioannis Vlotinos                                          | Laura Nicolae          | Théofanis Arvantinis - Konstantinos Papageorgiou            | Archontia Volakaki - Katerina Antiopoulou    | non attribué                                     |
| 2001          | Constantin Lagogiannis                                    | Christina Fili         | Panagiotis Gionis - Konstantinos Lagogiannis                | Maria Mitakidou - Christina Fili             | Ioannis Vlotinos - Christina Fili                |
| 2002          | Ioannis Vlotinos                                          | Laura Nicolae          | Théophanis Arvantinis - Ioannis Vlotinos                    | Laura Nicolae - Ekaterini Doulaki            | Ioannis Vlotinos - Christina Fili                |
| 2003          | Ioannis Vlotinos                                          | Archontia Volakaki     | Ioannis Vlotinos - Dimitris Papadimitriou                   | Christina Fili - Ekaterini Doulaki           | Ioannis Vlotinos - Christina Fili                |
| 2004          | Ioannis Vlotinos                                          | Christina Fili         | Konstantinos Papageorgiou - Ioannis Vlotinos                | Christina Fili - Ekaterini Doulaki           | Ioannis Vlotinos - Christina Fili                |
| 2005          | Konstantinos Papageorgiou                                 | Laura Nicolae          | Konstantinos Papageorgiou - Ioannis Vlotinos                | Archontia Volakaki - Laura Nikolae           | Ioannis Vlotinos - Christina Fili                |
| 2006          | Ioannis Vlotinos                                          | Laura Nicolae          | Konstantinos Papageorgiou - Ioannis Vlotinos                | Laura Nikolae - Archontoula Volakaki         | ?                                                |
| 2007          | Ioannis Vlotinos                                          | Archontia Volakaki     | Konstantinos Papageorgiou - Konstantinos Lagogiannis        | Archontia Volakaki - Laura Nikolae           | Konstantinos Papageorgiou - Laura Nicolae        |
| 2008          | Ioannis Vlotinos                                          | Christina Fili         | Lefteris Makras - Stefanos Manoussoff                       | Ekaterini Doulaki - Christina Fili           | Konstantinos Papageorgiou - Laura Nicolae        |
| 2009          | Ioannis Vlotinos                                          | Ekaterini Doulaki      | Tasos Riniotis - Dimitris Papadimitriou                     | Angelina Papadaki - Philaret Exarchou        | Konstantinos Papageorgiou - Laura Nicolae        |
| 2010          | Konstantinos Papageorgiou                                 | Christina Fili         | Georges Konstantinopoulos - Georges Frangoulis              | Laura Nikolae - Maria Christoforaki          | Ioannis Vlotinos - Ekaterini Doulaki             |
| 2011          | Konstantinos Papageorgiou                                 | Ekaterini Doulaki      | Konstantinos Papageorgiou - Konstantinos Lagogiannis        | Ekaterini Doulaki - Christina Fili           | non attribué                                     |
| 2012          | Konstantinos Papageorgiou                                 | Philarète Exarque      | Konstantinos Papageorgiou - Konstantinos Lagogiannis        | Laura Nicolae -Angelina Papadaki             | non attribué                                     |
| 2013          | Konstantinos Papageorgiou                                 | Christina Fili         | Konstantinos Papageorgiou - Konstantinos Lagogiannis        | Laura Nikolae - Christina Fili               | non attribué                                     |
| 2014          | Konstantinos Papageorgiou                                 | Maria Christoforaki    | George Konstantinopoulos - Tasos Riniotis                   | Laura Nikolae - Christina Fili               | non attribué                                     |
| 2015          | Konstantinos Papageorgiou                                 | Katerina Toliou        | Konstantinos Papageorgiou - Tasos Riniotis                  | Aliki Kioufi - Eleni Georgiadou              | non attribué                                     |
| 2016          | Konstantinos Papageorgiou                                 | Géorgie Zavitsanou     | George Konstantinopoulos - Konstantinos Konstantinopoulos   | Géorgie Zavitsanou - Christina Fili          | non attribué                                     |
| 2017          | Tasos Riniotis                                            | Christina Fili         | George Konstantinopoulos - Konstantinos Konstantinopoulos   | Géorgie Zavitsanou - Christina Fili          | non attribué                                     |
| 2018          | Konstantinos Konstantinopoulos                            | Katerina Toliou        | George Konstantinopoulos - Konstantinos Konstantinopoulos   | Konstantina Paridi - Dimitra Tsekoura        | non attribué                                     |
| 2019 La Canée | Konstantinos Konstantinopoulos                            | Katerina Toliou        | Tasos Riniotis - George Stamatouros                         | Konstantina Paridi - Ekaterini Toliou        | non attribué                                     |
| 2020          | Constantinos Angelakis                                    | Géorgie Zavitsanou     | George Konstantinopoulos - Konstantinos Konstantinopoulos   | Konstantina Paridi - Ekaterini Toliou        | non attribué                                     |
| 2021          | Georges Stamatouros                                       | Katerina Toliou        | Georges Stamatouros                                         | Konstantina Paridi - Ekaterini Toliou        | non attribué                                     |
| 2022          | Ioánnis Sgourópoulos                                      | Constantine Paridi     | George Konstantinopoulos - Konstantinos Konstantinopoulos   | Malamaténie Papadimitriou - Aliki Kioufi     | non attribué                                     |
| 2023          | Ioánnis Sgourópoulos                                      | Ioanna Gerasimatou     | George Konstantinopoulos - Konstantinos Konstantinopoulos   | Konstantina Paridi -Ioanna Gerasimatou       | George Stamatouros - Malamaténie Papadimitriou   |
| 2024,         | Ioánnis Sgourópoulos                                      | Constantine Paridi     | K. KONSTANTINOPOULOS/G. KONSTANTINOPOULOS                   | TOLIOU/PARIDI                                | K. KONSTANTINOPOULOS/TERPΟU                      |
| 2025,         | Ioánnis Sgourópoulos                                      | Katerina Toliou        | Tasos RINIOTIS and George STAMATOUROS                       | Katerina TOLIOU and Ioanna GERASIMATOU       | George KONSTANTINOPOULOS and Konstantina PARIDI  |

## Championnats par équipes

### Histoire
La Ligue A1 grecque possède une longue histoire et son club le plus titré est l'AS Pera Athènes, avec 18 titres nationaux. Des internationaux de renom, comme Truls Moregardh, Dimitrij Otcharov, João Monteiro, Emmanuel Lebesson et Jakub Dyjas, ont évolué dans ce championnat.
Chez les dames, l'Olympiakos est l'équipe la plus titrée de la compétition avec 30 victoires, et est également championne en 2025 .

### Palmarès
| Période   | Champion                          |
| --------- | --------------------------------- |
| 1948–49   | X.A.N. Athènes                    |
| 1949–1950 | Club de tennis d'Athènes          |
| 1950–51   | Panathinaïkos A.O.                |
| 1951–52   | Panathinaïkos A.O.                |
| 1952–53   | Association des Grecs de Roumanie |
| 1953–54   | Association des Grecs de Roumanie |
| 1954–55   | Panathinaïkos A.O.                |
| 1955–56   | Panathinaïkos A.O.                |
| 1956–57   | X.A.N. Nicée                      |
| 1957–58   | X.A.N. Nicée                      |
| 1958–59   | Panathinaïkos A.O.                |
| 1959–60   | Panathinaïkos A.O.                |
| 1960–61   | Panathinaïkos A.O.                |
| 1961–62   | Panathinaïkos A.O.                |
| 1962–63   | A.O. Pangratiou                   |
| 1963–64   | X.A.N. Athènes                    |
| 1964–65   | X.A.N. Athènes                    |
| 1965–66   | Panathinaïkos A.O.                |
| 1966–67   | X.A.N. Athènes                    |
| 1967–68   | Panathinaïkos A.O.                |
| 1968–69   | X.A.N. Athènes                    |
| 1969–1970 | X.A.N. Athènes                    |
| 1970–71   | Olympiacos                        |
| 1971–72   | Olympiacos                        |
| 1972–73   | Olympiacos                        |
| 1973–74   | Olympiacos                        |
| 1974–75   | Panathinaïkos A.O.                |

| Période   | Champion                             |
| --------- | ------------------------------------ |
| 1975–76   | Olympiacos                           |
| 1976–77   | Olympiacos                           |
| 1977–78   | Olympiacos                           |
| 1978–79   | A.O. Tatavla                         |
| 1979–1980 | Olympiacos                           |
| 1980–81   | A.S. Pera Athens                     |
| 1981–82   | A.S. Pera Athens                     |
| 1982–1983 | A.O. Tatavla                         |
| 1983–1984 | A.S. Pera Athens                     |
| 1984–85   | A.O. Tatavla                         |
| 1985–86   | A.O. Tatavla                         |
| 1986–1987 | A.O. Tatavla                         |
| 1987–88   | A.O. Tatavla                         |
| 1988–89   | A.O. Tatavla                         |
| 1989–90   | A.O. Tatavla                         |
| 1990–91   | A.S. Pera Athens                     |
| 1991–1992 | A.K. Zografou                        |
| 1992–1993 | A.K. Zografou                        |
| 1993–94   | A.K. Zografou                        |
| 1994–95   | A.K. Zografou                        |
| 1995–96   | A.K. Zografou                        |
| 1996–97   | A.S. Pera Athens                     |
| 1997–98   | A.S. Pera Athens                     |
| 1998–99   | A.S. Pera Athens                     |
| 1999–2000 | A.S. Pera Athens                     |
| 2000–2001 | A.S. Pera Athens                     |
| 2001–2002 | Université Aristote de Thessalonique |

| Période   | Champion         |
| --------- | ---------------- |
| 2002–2003 | A.S. Pera Athens |
| 2003–2004 | Olympiacos       |
| 2004–2005 | Olympiacos       |
| 2005–2006 | A.S. Pera Athens |
| 2006–2007 | A.S. Pera Athens |
| 2007–2008 | A.S. Pera Athens |
| 2008–2009 | A.S. Pera Athens |
| 2009–2010 | A.S. Pera Athens |
| 2010–2011 | A.O. Tatavla     |
| 2011–2012 | A.S. Pera Athens |
| 2012–2013 | A.S. Pera Athens |
| 2013–2014 | Olympiacos       |
| 2014–2015 | A.S. Pera Athens |
| 2015–2016 | Olympiacos       |
| 2016–2017 | Olympiacos       |
| 2017–2018 | Olympiacos       |
| 2018–2019 | AEK Athènes      |
| 2019–20   | AEK Athènes      |
| 2020–21   | Annulé           |
| 2021–22   | Olympiacos       |
| 2022–23   | Olympiacos       |
| 2023–24   | Olympiacos       |
| 2024-25   | Olympiacos       |

| Période   | Champion                    |
| --------- | --------------------------- |
| 1953-54   | Olympiacos                  |
| 1954-55   | Olympiacos                  |
| 1955-56   | Olympiacos                  |
| 1956-57   | Olympiacos                  |
| 1957-58   | Olympiacos                  |
| 1958-59   | Olympiacos                  |
| 1959-60   | Olympiacos                  |
| 1960–61   | Olympiacos                  |
| 1961–62   | Olympiacos                  |
| 1962–63   | A.O. Prophète Élie du Pirée |
| 1963–64   | Olympiacos                  |
| 1964–65   | Olympiacos                  |
| 1965–66   | Panellinios G.S.            |
| 1966–67   | Panellinios G.S.            |
| 1967–68   | Panellinios G.S.            |
| 1968–69   | Panellinios G.S.            |
| 1969–1970 | A.O. Prophète Élie du Pirée |
| 1970–71   | A.O. Prophète Élie du Pirée |
| 1971–72   | Panathinaïkos               |
| 1972–73   | Panathinaïkos               |
| 1973–74   | Panathinaïkos               |
| 1974–75   | Panellinios G.S.            |
| 1975–76   | Olympiacos                  |
| 1976–77   | Olympiacos                  |
| 1977–78   | Olympiacos                  |

| Période   | Champion                         |
| --------- | -------------------------------- |
| 1978–79   | Olympiacos                       |
| 1979–1980 | Panellinios G.S.                 |
| 1980–81   | Olympiacos                       |
| 1981–82   | Olympiacos                       |
| 1982–1983 | Olympiacos                       |
| 1983–1984 | Telamon Salamine AO              |
| 1984–85   | A.O. Prophète Élie du Pirée      |
| 1985–86   | A.O. Prophète Élie du Pirée      |
| 1986–1987 | Telamon Salamine AO              |
| 1987–88   | Telamon Salamine AO              |
| 1988–89   | Telamon Salamine AO              |
| 1989–90   | Telamon Salamine AO              |
| 1990–91   | A.O. Tatavla                     |
| 1991–1992 | Telamon Salamine AO              |
| 1992–1993 | A.O. Phénix Agia Sophia Le Pirée |
| 1993–94   | Néo Faliro A.O.                  |
| 1994–95   | A.K. Zografou                    |
| 1995–96   | A.K. Zografou                    |
| 1996–97   | A.K. Zografou                    |
| 1997–98   | A.K. Zografou                    |
| 1998–99   | A.K. Zografou                    |
| 1999–2000 | Olympiacos                       |
| 2000–2001 | Olympiacos                       |
| 2001–2002 | Olympiacos                       |
| 2002–2003 | P.K.D. Tavros                    |

| Période   | Champion          |
| --------- | ----------------- |
| 2003–2004 | A.S. Pera Athènes |
| 2004–2005 | Olympiacos        |
| 2005–2006 | Olympiacos        |
| 2006–2007 | Olympiacos        |
| 2007–2008 | A.S. Pera Athènes |
| 2008–2009 | Olympiacos        |
| 2009–2010 | A.S. Pera Athènes |
| 2010–2011 | P.K.D. Tavros     |
| 2011–2012 | D.A.O. Tavros     |
| 2012–2013 | A.S. Pera Athènes |
| 2013–2014 | A.S. Pera Athènes |
| 2014–2015 | A.S. Pera Athènes |
| 2015–2016 | D.A.O. Tavros     |
| 2016–2017 | D.A.O. Tavros     |
| 2017–2018 | Olympiacos        |
| 2018–2019 | D.A.O. Tavros     |
| 2019–20   | D.A.O. Tavros     |
| 2020–21   | Annulé            |
| 2021–22   | Olympiacos        |
| 2022–23   | Olympiacos        |
| 2023–24   | Olympiacos        |
| 2024–25   | Olympiacos        |